# MAN NL 202(2)
Der MAN NL 202 (2) ist ein Niederflurbus des Unternehmens MAN Nutzfahrzeuge. Im Jahr 1992 löste der NL 202 (2) das Modell MAN NL 202 ab. Ab dieser Serie trägt das Fahrzeug die neue interne Bezeichnung MAN A10. Der Bus entspricht optisch zwar weitgehend dem MAN NL 202. Wesentlichster Unterschied war die podestarme Anordnung der Sitze im vorderen Bereich bis zur Mitteltür und einen Knick in der Grundlinie des linken Seitenfensters in Höhe des Kinderwagenplatzes gegenüber der Mitteltür. Er wurde trotzdem als eigene Baureihe geführt. Dieser Bus war wie sein Vorgänger mit zwei und auch mit drei Türen lieferbar. Unter der Bezeichnung MAN NG 272(2) existiert eine Gelenkbusversion des Fahrzeugs.
Von dieser Bauweise wurde 1994 auch eine Erdgasbus-Version entwickelt – unter der Bezeichnung MAN NL 232 CNG (A15), bzw. dessen Nachfolger der MAN NL 233 CNG (CNG für Compressed Natural Gas). 
Ab 1995 wurden Euro-2-Motoren eingebaut und die Typenbezeichnung dementsprechend in NL 222, NL 262 und NL 312 geändert. 
1997 wurde der NL 222, NL 262 und NL 312 vom MAN A21 (NL 223 / NL 263) abgelöst und 1998 die Produktion eingestellt. 
Inzwischen wurden und werden die NL 202, NL 222, NL 262 und NL 312 bei den meisten Verkehrsbetrieben nach und nach ausgemustert.